# Челноков, Валентин Евгеньевич
Валенти́н Евге́ньевич Челноко́в (28 августа 1929—2003) — советский и российский физик, специалист по полупроводникам и полупроводниковым приборам. Лауреат Ленинской премии.

## Биография
Окончил Ленинградский политехнический институт.
В 1953—1954 гг. — главный инженер завода.[какого?]
В 1954—1967 гг. — научный сотрудник, старший научный сотрудник (1965), зав. лабораторией в Физико-техническом институте АН СССР.
Кандидат физико-математических наук (1962), доктор технических наук (1968).
С 1967 года — заместитель директора Всесоюзного электротехнического института имени В. И. Ленина.

## Награды и премии
Лауреат Ленинской премии 1966 года — за исследование сложных структур с p-n-переходами, разработку технологии изготовления и внедрение в серийное производство силовых кремниевых вентилей.

## Основные публикации
- Плоскостные транзисторы / Н. С. Яковчук, В. Е. Челноков, М. П. Гейфман. - Ленинград : Судпромгиз, 1961. - 263 с. : ил.
- Физические проблемы в силовой полупроводниковой электронике / А. Е. Отблеск, В. Е. Челноков; Отв. ред. В. М. Тучкевич. 237 с. ил. 21 см, Л. Наука, Ленингр. отд-ние 1984
- Силовые полупроводниковые приборы. / В. Е. Челноков, Б. И. Хомяков, Всесоюзный институт научной и технической информации ВИНИТИ, 1986 — 105 с.